# 僕らの永遠〜何度生まれ変わっても、手を繋ぎたいだけの愛だから〜
「僕らの永遠〜何度生まれ変わっても、手を繋ぎたいだけの愛だから〜」（ぼくらのえいえん〜なんどうまれかわっても、てをつなぎたいだけのあいだから〜）は、WEAVERの楽曲。同バンドの4作目の配信限定シングルとして、2010年7月30日にA-Sketchからリリースされた。

## 概要
前作『トキドキセカイ』以来約7か月ぶりのリリースとなる。
本作は、au「LISMO!」CMソングおよび、映画『ラブコメ』主題歌に使用されている。
MVが存在しており、現在YouTubeでの再生回数は1000万回を突破している。